# 影山知明
影山 知明（かげやま ともあき、1973年 - ）は、日本の実業家・著述家。

## 概要
東京都出身。愛知県立岡崎高等学校、東京大学法学部卒業。マッキンゼー・アンド・カンパニーを経て、総額30億円規模のベンチャーキャピタルの創業などに携わったのち独立、株式会社フェスティナレンテを創業。ミュージックセキュリティーズ株式会社の取締役等も務める。
2008年、東京都国分寺市の生家に集合賃貸住宅を併設した自社ビルを建設し、1階に喫茶店「クルミドコーヒー」を開店 。2013年にウェブサイト「食べログ」の「カフェ部門」で日本国内で1位の人気となった。この場所を拠点に、国分寺市の地域通貨構想・自給自足構想など様々な地域振興活動の実践に関わって広く注目を集めた。「人を手段としない経済」といった新しい社会構想をあくまで地域に根ざして提唱する点に特徴があるとされ、2015年には「喫茶店店主」の肩書きでNHKの情報番組「NEWSWEB」で1年間ナビゲーターをつとめたほか、現在も全国各地で講演活動を行う。
2017年3月、書店を併設した「胡桃堂喫茶店」を国分寺市本町にオープン。

## メディア出演
- 「NHK NEWS WEB」（2015年4月-2016年3月 NHK総合）- ネットナビゲーター・火曜日第4期生
- NHKラジオ総合｢三宅民夫のマイあさ！｣(2019年6月24日)

## 著書
- 影山知明『ゆっくり、いそげ ~カフェからはじめる人を手段化しない経済~』（大和書房、2015） ISBN 9784479794707